# Governo Bismarck
Il governo Bismarck, fondato il 21 marzo 1871 e conclusosi il 20 marzo 1890, fu costituito per ordine dell'imperatore Guglielmo I di Germania dal cancelliere Otto von Bismarck, fautore della vittoria tedesca nella guerra franco-prussiana, teorico del Kulturkampf e protagonista dell'industrializzazione della Germania; esso attraversò i regni di Guglielmo I e Federico III e fu poi sciolto dal nuovo kaiser Guglielmo II nel 1890.
Esso, nonostante il suo spirito conservatore, cercò un accordo coi liberali di Rudolf von Benningsen e ostacolò i social-democratici, divenendo invero il primo governo semi-costituzionale della Germania. L'esecutivo inoltre andò a formarsi un pezzo per volta e nonostante avesse per vent'anni lo stesso cancelliere, specialmente nel Ministero degli Esteri ci furono vari cambiamenti (alla fine affidato allo stesso figlio di Bismarck) e comparve per la prima volta la figura del commissario; inoltre questo governo non era legato a nessun partito in particolare, avendo così una più vasta mobilità politica.

## Composizione

### Cancelliere del Regno
- Otto von Bismarck

### Vicecancellieredal 1878
- Otto zu Stolberg-Wernigerode (fino al 20 giugno 1881)
- Karl Heinrich von Boetticher

### Ministro degli Esteri
- Hermann von Thile dal 1871 al 1872
- Hermann Ludwig von Balan 1872
- Bernhard Ernst von Bülow dal 1873 al 1879
- Joseph Maria von Radowitz dal 1879 al 1880
- Chlodwig zu Hohenlohe-Schillingsfürst 1880
- Friedrich zu Limburg-Stirum dal 1880 al 1881
- Clemens Busch 1881
- Paul von Hatzfeldt-Wildenburg dal 1881 al 1885
- Herbert von Bismarck dal 1885 al 1890

### Ministro degli Interni (dal 1879)
- Karl von Hofmann (dal 1880)
- Karl Heinrich von Boetticher

### Ministro della Giustizia (dal 1877)
- Heinrich von Friedberg (dal 1879)
- Hermann von Schelling (dal 1889)
- Otto von Oehlschläger

### Ministro della Marina (dal 1872)
- Albrecht von Stosch (dal 1883)
- Leo von Caprivi (dal 1888)
- Karl Eduard Heusner

### Ministro Posta
- Heinrich Stephan

### Ministro delle Finanze
- Adolf von Scholz
- Franz Emil Emanuel von Burchard
- Karl Rudolf Jacobi
- Helmuth von Matlzahn